# 直毛藓属
直毛藓属（学名：Orthodicranum）为曲尾藓科的一属植物。

## 下属物种
本属包括以下物种：
- 鞭枝直毛藓 Orthodicranum flagellare (Hedw.) Lindb.，生于树基或倒腐木上，是落叶松林、红松阔叶混交林下的常见种。
- Orthodicranum hakkodense (Cardot) Broth.
- 直毛藓 Orthodicranum montanum